# Roger Alier i Aixalà
Roger Alier i Aixalà (28. července 1941, Los Teques – 29. června 2023, Barcelona) byl katalánský historik a hudební kritik.

## Životopis
Jako dítě psychiatra Joaquima Aliera i Gómeze se narodil v roce 1941 ve městě Los Teques ve Venezuele, kde jeho rodina byla v exilu. Později se přestěhoval s rodiči do Spojených států, Austrálie, na Nové Guineu, na ostrov Jáva a v roce 1951 do Barcelony, kde nastoupil na vysokou školu. Začal studovat medicínu a skrytě filozofii a literaturu. Studie byly hrazeny výukou angličtiny ve škole.
Později studoval novodobou historii (1970). Získal zvláštní cenu za disertační práci Počátky opery v Barceloně (1979), která byla následně publikována v Ústavu katalánských studií. Studoval také aspekty modernistické hudby, jako jsou La Societat Coral Catalunya Nova (1972), a publikoval spolu s Montserrat Albet Bibliografia crítica de la "festa" o "Misteri d'Elig".
V období 1971–1977 byl vedoucím hudebního úseku Gran Enciclopèdia Catalana, kde spolupracoval s Maxem Cahnerem. Byl kritikem časopisu Serra d'Or a od roku 1987 operním kritikem La Vanguardia a později El País. Od roku 1979 byl profesorem dějin hudby na univerzitě v Barceloně. Řídil (1980–1988) hudební část nakladatelství Daimon, kde publikoval životopisy Bacha, A. Scarlattiho, atd. a sbírku překladů operních libret Mozarta, Cimarosy, Rossiniho, Belliniho, Donizettiho, Verdiho, Pucciniho a další. V roce 1991 byl zakladatelem časopisu Òpera Actual, který řídil až do roku 2000 a kde pokračoval jako prezident.
Byl členem Reial Acadèmia de Bones Lletres de Barcelona v Barceloně, člen poradního sboru konzervatoře Liceu, čestný prezident Svazu přátel opery Katalánska a profesor na škole opery Sabadell.

## Dílo
- Bibliografia crítica de la "festa" o "Misteri d'Elig" (1975), spoluautor Montserrat Albet
- L'òpera a Catalunya (1979)
- Historia del Gran Teatro del Liceo (1982 – 1983)
- L'òpera a Barcelona. Orígens (...) segle XVIII (1990)
- El Gran Teatro del Liceo. Historia artística (1991) spoluautor Francesc X. Mata.
- Història de l'òpera italiana (1992) spoluautor Marc Heilbron a Fernando Sans Rivière.
- Diccionario de la ópera
- El Gran Teatre del Liceu (2000)
- Historia de la ópera (2000, Robin Book)
- La discoteca ideal de la ópera (2001) spoluautor Marc Heilbron a Fernando Sans Rivière
- Cinc cèntims d'òpera (2002), spoluautor Marcel Gorgori
- Sotto voce (2003)
- Paraula d'òpera (2003), spoluautor Marcel Gorgori
- Qué es esto de la ópera (2004, Robin Book)
- Diccionario de la ópera (2007, Robin Book)
- El Trobador. Retrat de Josep Carreras (2007, Edicions DAU)
- Zarzuela. La (tela): La historia, los compositores, los intérpretes y los hitos del género lírico español (2011, Robin Book)